# Élections législatives de 1997 dans les Deux-Sèvres
Les élections législatives françaises de 1997 se déroulent le 25 mai et le 1er juin 1997. Dans le département des Deux-Sèvres, quatre députés sont à élire dans le cadre de quatre circonscriptions.

## Élus
| Circonscription | Député sortant      | Parti | Parti      | Député élu ou réélu       | Parti | Parti    |
| --------------- | ------------------- | ----- | ---------- | ------------------------- | ----- | -------- |
| 1re             | Jacques Brossard    |       | UDF (PPDF) | Geneviève Perrin-Gaillard |       | PS       |
| 2e              | Ségolène Royal      |       | PS         | Ségolène Royal            |       | PS       |
| 3e              | Jean-Marie Morisset |       | UDF (FD)   | Jean-Marie Morisset       |       | UDF (FD) |
| 4e              | Dominique Paillé    |       | UDF (AD)   | Dominique Paillé          |       | UDF (AD) |

## Résultats

### Résultats à l'échelle du département
| Parti          | Parti                              | Premier tour | Premier tour | Second tour | Second tour | Sièges |
| Parti          | Parti                              | Voix         | %            | Voix        | %           | Sièges |
| -------------- | ---------------------------------- | ------------ | ------------ | ----------- | ----------- | ------ |
|                | Parti socialiste                   | 58 149       | 34,00        | 88 431      | 50,10       | 2      |
|                | Les Verts                          | 10 384       | 6,07         |             |             | 0      |
|                | Parti communiste français          | 8 580        | 5,02         | 0           |             |        |
|                | Mouvement des citoyens             | 2 166        | 1,27         | 0           |             |        |
|                | Gauche plurielle                   | 79 279       | 46,36        | 88 431      | 50,10       | 2      |
|                |                                    |              |              |             |             |        |
|                | Union pour la démocratie française | 69 570       | 40,68        | 88 070      | 49,90       | 2      |
|                | La Droite indépendante             | 6 998        | 4,09         |             |             | 0      |
|                | Droite parlementaire               | 76 568       | 44,77        | 88 070      | 49,90       | 2      |
|                |                                    |              |              |             |             |        |
|                | Front national                     | 12 556       | 7,34         |             |             | 0      |
|                | Extrême gauche dont PT             | 1 304        | 0,76         | 0           |             |        |
|                | Divers                             | 1 300        | 0,76         | 0           |             |        |
|                |                                    |              |              |             |             |        |
| Inscrits       | Inscrits                           | 256 065      | 100,00       | 256 055     | 100,00      | 4      |
| Abstentions    | Abstentions                        | 72 702       | 28,39        | 69 839      | 27,27       |        |
| Votants        | Votants                            | 183 363      | 71,61        | 186 216     | 72,73       |        |
| Blancs et nuls | Blancs et nuls                     | 12 356       | 6,74         | 9 715       | 5,22        |        |
| Exprimés       | Exprimés                           | 171 007      | 93,26        | 176 501     | 94,78       |        |

### Résultats par circonscription

#### Première circonscription (Niort)
| Candidat       | Candidat                       | Parti          | Premier tour | Premier tour | Second tour | Second tour |  |
| Candidat       | Candidat                       | Parti          | Voix         | %            | Voix        | %           |  |
| -------------- | ------------------------------ | -------------- | ------------ | ------------ | ----------- | ----------- |  |
|                | Geneviève Perrin-Gaillard élue | PS             | 14 446       | 37,72        | 23 172      | 56,04       |  |
|                | Jacques Brossard sortant       | UDF (PPDF)     | 13 913       | 36,33        | 18 178      | 43,96       |  |
|                | Noël Boisanger                 | Les Verts      | 2 854        | 7,45         |             |             |  |
|                | Gérard Nebas                   | PCF            | 2 662        | 6,95         |             |             |  |
|                | Paul Samoyau                   | FN             | 2 483        | 6,48         |             |             |  |
|                | Véronique Piart                | LDI (MPF)      | 1 037        | 2,71         |             |             |  |
|                | Christian Turpault             | MDC            | 904          | 2,36         |             |             |  |
|                |                                |                |              |              |             |             |  |
| Inscrits       | Inscrits                       | Inscrits       | 59 913       | 100,00       | 59 913      | 100,00      |  |
| Abstentions    | Abstentions                    | Abstentions    | 19 577       | 32,68        | 16 888      | 28,19       |  |
| Votants        | Votants                        | Votants        | 40 336       | 67,32        | 43 025      | 71,81       |  |
| Blancs et nuls | Blancs et nuls                 | Blancs et nuls | 2 037        | 5,05         | 1 675       | 3,89        |  |
| Exprimés       | Exprimés                       | Exprimés       | 38 299       | 94,95        | 41 350      | 96,11       |  |

#### Deuxième circonscription (Melle)
| Candidat       | Candidat                       | Parti          | Premier tour | Premier tour | Second tour | Second tour |  |
| Candidat       | Candidat                       | Parti          | Voix         | %            | Voix        | %           |  |
| -------------- | ------------------------------ | -------------- | ------------ | ------------ | ----------- | ----------- |  |
|                | Ségolène Royal sortante réélue | PS (Les Verts) | 22 426       | 49,11        | 29 377      | 61,82       |  |
|                | Léopold Moreau                 | UDF (PPDF)     | 13 850       | 30,33        | 18 147      | 38,18       |  |
|                | Pierre Lucas                   | FN             | 3 325        | 7,28         |             |             |  |
|                | Max Rouvreau                   | PCF            | 2 678        | 5,86         |             |             |  |
|                | Philippe Grandin               | LDI (MPF)      | 1 535        | 3,36         |             |             |  |
|                | Marinette Veyssière            | PT             | 1 304        | 2,86         |             |             |  |
|                | Guy Melani                     | Divers         | 547          | 1,20         |             |             |  |
|                |                                |                |              |              |             |             |  |
| Inscrits       | Inscrits                       | Inscrits       | 67 282       | 100,00       | 67 281      | 100,00      |  |
| Abstentions    | Abstentions                    | Abstentions    | 18 370       | 27,3         | 17 248      | 25,64       |  |
| Votants        | Votants                        | Votants        | 48 912       | 72,7         | 50 033      | 74,36       |  |
| Blancs et nuls | Blancs et nuls                 | Blancs et nuls | 3 247        | 6,64         | 2 509       | 5,01        |  |
| Exprimés       | Exprimés                       | Exprimés       | 45 665       | 93,36        | 47 524      | 94,99       |  |

#### Troisième circonscription (Parthenay)
| Candidat       | Candidat                          | Parti          | Premier tour | Premier tour | Second tour | Second tour |  |
| Candidat       | Candidat                          | Parti          | Voix         | %            | Voix        | %           |  |
| -------------- | --------------------------------- | -------------- | ------------ | ------------ | ----------- | ----------- |  |
|                | Jean-Marie Morisset sortant réélu | UDF (FD)       | 20 353       | 48,61        | 24 698      | 58,61       |  |
|                | Gaëtan Fort                       | PS             | 11 617       | 27,74        | 17 438      | 41,39       |  |
|                | Colette Messein                   | FN             | 2 999        | 7,16         |             |             |  |
|                | Jean-François Pradeau             | Les Verts      | 2 347        | 5,61         |             |             |  |
|                | Henri Herren                      | LDI (MPF)      | 1 679        | 4,01         |             |             |  |
|                | Daniel Fasanino                   | PCF            | 1 615        | 3,86         |             |             |  |
|                | Gérard Penit                      | MDC            | 1 262        | 3,01         |             |             |  |
|                |                                   |                |              |              |             |             |  |
| Inscrits       | Inscrits                          | Inscrits       | 60 775       | 100,00       | 60 769      | 100,00      |  |
| Abstentions    | Abstentions                       | Abstentions    | 15 773       | 25,95        | 16 147      | 26,57       |  |
| Votants        | Votants                           | Votants        | 45 002       | 74,05        | 44 622      | 73,43       |  |
| Blancs et nuls | Blancs et nuls                    | Blancs et nuls | 3 130        | 6,96         | 2 486       | 5,57        |  |
| Exprimés       | Exprimés                          | Exprimés       | 41 872       | 93,04        | 42 136      | 94,43       |  |

#### Quatrième circonscription (Thouars - Bressuire)
| Candidat       | Candidat                       | Parti          | Premier tour | Premier tour | Second tour | Second tour |  |
| Candidat       | Candidat                       | Parti          | Voix         | %            | Voix        | %           |  |
| -------------- | ------------------------------ | -------------- | ------------ | ------------ | ----------- | ----------- |  |
|                | Dominique Paillé sortant réélu | UDF (AD)       | 21 454       | 47,50        | 27 047      | 59,46       |  |
|                | André Beville                  | PS             | 9 660        | 21,39        | 18 444      | 40,54       |  |
|                | Norbert Béalu                  | Les Verts      | 5 183        | 11,47        |             |             |  |
|                | Michel Dubreuil                | FN             | 3 749        | 8,30         |             |             |  |
|                | Philippe Desforges             | LDI (MPF)      | 2 747        | 6,08         |             |             |  |
|                | Arlette Bonnin                 | PCF            | 1 625        | 3,60         |             |             |  |
|                | Guy Dieu                       | Divers         | 753          | 1,67         |             |             |  |
|                |                                |                |              |              |             |             |  |
| Inscrits       | Inscrits                       | Inscrits       | 68 095       | 100,00       | 68 092      | 100,00      |  |
| Abstentions    | Abstentions                    | Abstentions    | 18 982       | 27,88        | 19 556      | 28,72       |  |
| Votants        | Votants                        | Votants        | 49 113       | 72,12        | 48 536      | 71,28       |  |
| Blancs et nuls | Blancs et nuls                 | Blancs et nuls | 3 942        | 8,03         | 3 045       | 6,27        |  |
| Exprimés       | Exprimés                       | Exprimés       | 45 171       | 91,97        | 45 491      | 93,73       |  |